# Trogoderma longisetosum
Trogoderma longisetosum is een keversoort uit de familie spektorren (Dermestidae). De wetenschappelijke naam van de soort werd in 1966 gepubliceerd door Chao & Lee.